# Els Hostalets de Pierola
Els Hostalets de Pierola är en kommun i Spanien.   Den ligger i provinsen Província de Barcelona och regionen Katalonien, i den östra delen av landet, 500 km öster om huvudstaden Madrid. Antalet invånare är 2 897. Arean är 34 kvadratkilometer. Els Hostalets de Pierola gränsar till Abrera, Sant Esteve Sesrovires, Masquefa, Piera, El Bruc, Esparreguera och Collbató. 
Terrängen i Els Hostalets de Pierola är platt åt sydost, men åt nordväst är den kuperad.